# سلول بوشرو
این مقاله به راه‌اندازی بلندگو مربوط می‌شود. برای توضیح کلی‌تر استفاده از مخابرات به شبکه زوبل مراجعه کنید.

امپدانس بلندگو اصلاح‌کننده سلول بوشرو

سلول بوشِرو (به انگلیسی: Boucherot cell) (یا شبکه زوبل (به انگلیسی: Zobel network)) یک فیلتر الکترونیکی است که در تقویت‌کننده‌های صوتی برای میرا کردن نوسانات فرکانس-بالا که ممکن است در صورت فقدان بار در فرکانس‌های بالا رخ دهد، استفاده می‌شود. یک سلول بوشرو که به نام پل بوشرو نامگذاری شده است معمولاً از یک مقاومت و خازن به صورت سری تشکیل شده است که معمولاً برای پایداری روی یک بار قرار می‌گیرند.
معمولاً در تقویت‌کننده‌های قدرت آنالوگ در خروجی طبقه راه‌اندازی، درست قبل از سلف خروجی دیده می‌شود. اندوکتانس سیم‌پیچ بلندگو یک امپدانس افزایشی ایجاد می‌کند که توسط سلف خروجی که معمولاً در تقویت‌کننده‌های قدرت آنالوگ یافت می‌شود بدتر می‌شود. این سلول برای محدودکردن این امپدانس استفاده می‌شود.
اسناد برخی از تقویت‌کننده‌های عملیاتی قدرت استفاده از «سلول بوشرو بین خروجی‌ها و زمین یا در دوسَر بار» را پیشنهاد می‌کند.
به‌علاوه، سلول‌های بوشرو گاهی در دوسَر راه‌اندازی باس (و محدوده‌میانی) یک سامانه بلندگو استفاده می‌شوند تا امپدانس نقطه راه‌اندازی ثابت‌تری را همان‌طور که توسط یک اعوجاج تقاطعی غیرفعال «دیده می‌شود» حفظ کنند. در این ترتیب خاص، سلول بوشرو بخشی از یک شبکه زوبل است.
هدف برخی از طرح‌های متقاطع (به انگلیسی: crossover) بلندگو، پایدارکردن امپدانس در فرکانس‌های بالا با گنجاندن شبکه‌های زوبل است.